# 905 a.C.
Il 905 a.C. (CMV a.C. in numeri romani) è un anno  del X secolo a.C.

## Eventi
- Shamash-mudammiq è re di Babilonia.